# Action directe (théorie politique)
Pour les articles homonymes, voir Action directe (homonymie).
Ne doit pas être confondu avec les terroristes communistes d'Action directe.

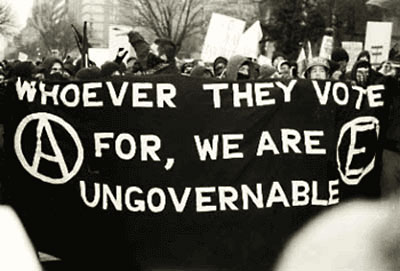
« Peu importe pour qui ils votent, nous sommes ingouvernables », un Black Bloc en 2008.

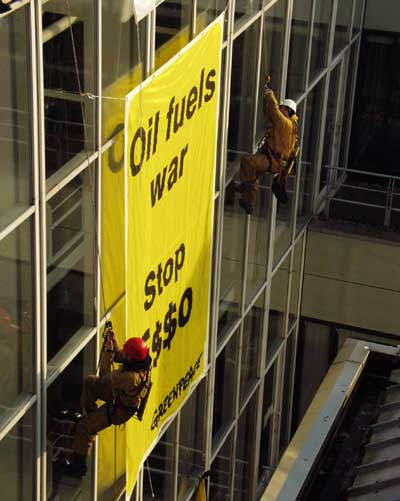
Une action directe non-violente de Greenpeace contre Esso en 2003.

Une action directe, dans les domaines politiques et sociaux, est le mouvement d'un individu ou d'un groupe qui agit lui-même, afin de peser directement sur un rapport de force pour changer une situation et ceci, sans déléguer le pouvoir à un intermédiaire (« représentant », professionnel de la politique, bureaucrate…). Principalement rattachée à la mouvance anarchiste dont elle est issue, l'action directe peut être pacifique ou non. Elle est également utilisée de nos jours par des mouvements qui ne se réclament officiellement d'aucun courant de l'anarchisme.
Une action directe peut être légale ou illégale, elle ne correspond ni à un légalisme ni à un illégalisme de principe. Elle n'est pas nécessairement violente, mais elle n'exclut pas obligatoirement la violence. Il n’y a donc pas de forme spécifique à une action directe.
La désobéissance civile est une forme d'action directe qui implique de ne pas respecter une loi volontairement, en plaçant la conscience morale au-dessus de la loi.
L'action directe est généralement opposée à « l’action indirecte ou politique ».

## Éléments historiques

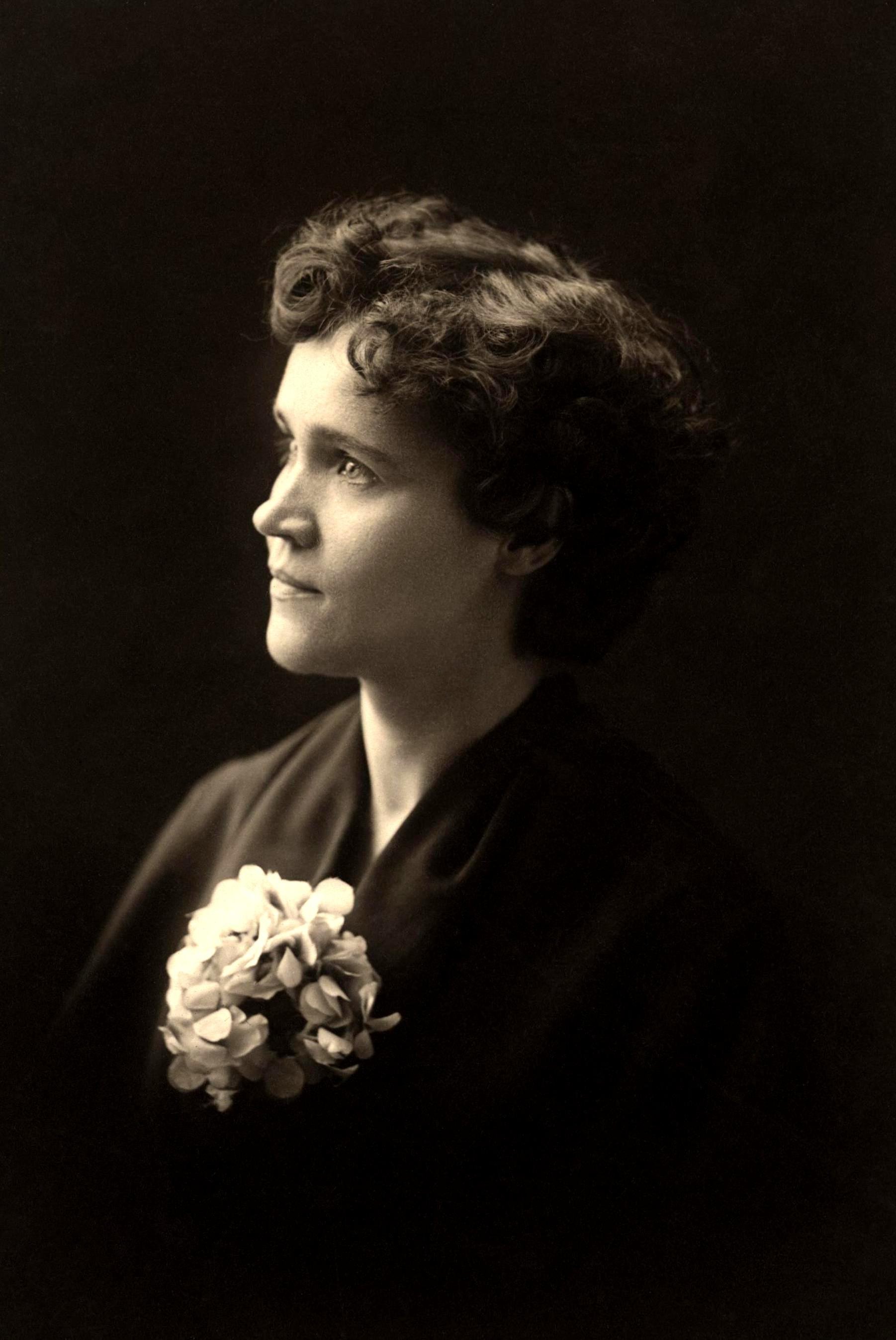
Voltairine de Cleyre à Philadelphie en 1901.

En 1912, dans son essai en défense de l'action directe, l'anarchiste américaine Voltairine de Cleyre souligne des exemples tels que ceux de la Boston Tea Party en faisant remarquer que « l’action directe a été toujours employée et jouit de la sanction historique de ceux-là mêmes qui la réprouvent actuellement ». Elle précise, par ailleurs, le côté quasi-universel de son utilisation : « Toute personne qui a pensé, ne serait-ce qu’une fois dans sa vie, avoir le droit de protester, et a pris son courage à deux mains pour le faire ; toute personne qui a revendiqué un droit, seule ou avec d’autres, a pratiqué l’action directe. […] Toute personne qui a eu un projet, et l’a effectivement mené à bien, ou qui a exposé son plan devant d’autres et a emporté leur adhésion pour qu’ils agissent tous ensemble, sans demander poliment aux autorités compétentes de le concrétiser à leur place, toute personne qui a agi ainsi a pratiqué l’action directe. Toutes les expériences qui font appel à la coopération relèvent essentiellement de l’action directe ».
En 1930, le syndicaliste révolutionnaire Pierre Besnard définit l'action directe comme « une action individuelle ou collective exercée contre l’adversaire social par les seuls moyens de l’individu et du groupement. L’action directe est, en général, employée par les travailleurs organisés ou les individualités évoluées par opposition à l’action parlementaire aidée ou non par l’État. […] L’action directe peut être légale ou illégale. […] L’action directe n’est pas, cependant, nécessairement violente, mais elle n’exclut pas la violence. Elle n’est pas, non plus, forcément offensive. Elle peut parfaitement être défensive ou préventive […] ».
En 1963, depuis sa cellule de la prison de Birmingham, Martin Luther King explique sa philosophie de l'action directe : « Vous vous demandez sûrement : « Pourquoi choisir l'action directe ? Pourquoi organiser des sit-in, des marches, etc. ? La négociation n'est-elle pas un meilleur chemin ? » Vous avez tout à fait raison en faisant appel à la négociation. Car c'est bien là le but même de l'action directe. L'action directe non violente vise à créer un état de crise et une tension suffisante pour obliger à négocier une communauté qui s'y est toujours refusée ».
En 2009, le philosophe Jean-Christophe Angaut précise « la notion d’action directe, telle qu’elle est élaborée à la fin du XIXe siècle, désigne une action menée directement par ceux qui sont concernés, indépendamment de toute médiation étatique (par exemple une grève générale expropriatrice, menée par les intéressés et qui consiste à mettre directement en place un autre mode de production, est une action directe ; un assassinat qui prétend défier le pouvoir d’État pour en préparer la conquête n’est pas une action directe) ».

## Origines syndicalistes
« L'émancipation des travailleurs doit être l'œuvre des travailleurs eux-mêmes »

Statuts généraux de l'Association internationale des travailleurs adoptés par le congrès de Genève en 1866.

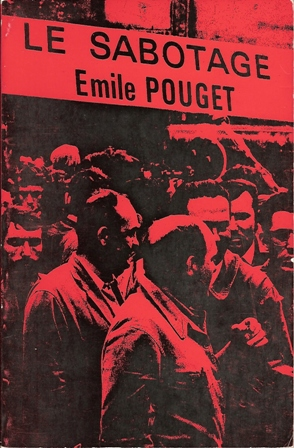
Émile Pouget, Le Sabotage, 1898 (réédition).

La notion d'action directe apparaît chez les syndicalistes révolutionnaires et les anarcho-syndicalistes au début du XXe siècle.
En 1908, les Industrial Workers of the World américains la définit simplement comme « l’action économique des travailleurs, eux-mêmes, sans l’aide trompeuse des leaders réformistes ou de politiciens. Une grève qui est décidée, contrôlée et menée directement par les travailleurs est une action directe.., l’action directe c’est l’action commune sur le lieu de travail pour améliorer les conditions de celui-ci ».
Émile Pouget, leader de la Confédération générale du travail d'avant 1914 précise : « L’action directe, manifestation de la force et de la volonté ouvrière, se matérialise, suivant les circonstances et le milieu, par des actes qui peuvent être très anodins, comme aussi ils peuvent être très violents. C’est une question de nécessité, simplement. Il n’y a donc pas de forme spécifique à l’action directe. » (L'Action Directe, 1910).

### Refus radical des médiations politiques
L'action directe, individuelle ou collective, fonde l'autonomie des luttes ouvrières vis-à-vis des pouvoirs constitués. Pierre Besnard écrit, en 1930 : « Le syndicalisme révolutionnaire possède une méthode d’action bien à lui : l’action directe ». Pour tout de suite nous mettre en garde : « Il est, je crois, nécessaire d’en donner une définition aussi précise que possible. Cela me paraît même d’autant plus nécessaire que des erreurs de compréhension au sujet de l’action directe sont plus graves et risquent d’être plus dangereuses ».
Né de la réflexion sur l'échec de la propagande par le fait, l'action directe ne se résume pas à l'usage caricatural de la « violence directe ». Elle vise surtout à rompre avec les techniques d'encadrements institutionnels et à s'affranchir des idéologies sur lesquelles elles reposent. C'est donc par essence un refus radical des médiations politiques. Pour ses partisans, condition de l'émergence d'une créativité révolutionnaire, l'action directe généralisé a pour objectif la grève générale expropriatrice.
La notion d’action directe avec son rejet d'une politique qui demande aux gouvernements de modifier leur fonctionnement, en faveur d’une intervention physique contre le pouvoir d’État d'une manière qui préfigure elle-même une alternative, tout cela émerge directement de la tradition libertaire. Le concept d’action directe est une clé essentielle pour saisir la nature du projet libertaire.
Le syndicaliste Jacques Rennes décrit l’action directe comme « le procédé de commencement, de développement et de fin du syndicalisme » et considère que « l’action directe n’est pas seulement un acte de combat corps à corps, mais un acte de construction, un acte institutionnel […] l’action directe s’étend ainsi de la grève à la création de bibliothèques populaires […] parmi cent autres institutions ». Il assigne, par ailleurs, d’autres dimensions à l’action directe. Ainsi dans la lutte contre le militarisme, le sabotage et le boycott sont-ils considérés, pour lui, comme des formes de l'action révolutionnaire.

## Différents types d'actions directes
La classification ci-dessous est nécessairement arbitraire, dans la réalité les formes d'action ne sont pas aussi cloisonnées et peuvent passer d'une catégorie à une autre. Ainsi, par exemple des zones à défendre ou du Black Bloc.
- Action directe non violente : occupation d’une zone à défendre ou de logements vides par des squats, camp de protestation, désobéissance civile, aide aux migrants parfois qualifiée d’illégale, tree sitting, création de coopératives ou de systèmes d'échanges locaux, actions anti-publicité, etc. Exemples de structures collectives : Action mondiale des peuples, Groupe d'actions non violentes antinucléaires, Clan du Néon, Act Up-Paris, Pink Bloc.

Dans Désobéir : le petit manuel, Xavier Renou répertorie les objectifs (et actions non violentes) suivants :
- Sensibiliser le public (action théâtrale et action clown) ;
- Ternir la réputation (harcèlement démocratique, remise du prix du pire, présence symbolique et continue) ;
- Contester la légitimité (élection parallèle, décision politique de rupture, désobéissance juridique, destructions politiques, action symbolique de rupture, mise en danger de soi-même et usurpation civile) ;
- Faire perdre du temps et/ou de l'argent (grève, occupation, blocage, perturbation, réappropriation, neutralisation et boycott).

Désobéir : le petit manuel liste également différents rôles à prévoir lors de telles actions, notamment : militants, coordinateurs, médiateurs (baisser la tension et expliquer le message), anges gardiens (prendre soin des militants), porte-paroles, contacts presse, contacts police, logistique, etc..

Drapeau de Sea Shepherd Conservation Society

- Action directe avec destruction de biens : fauchage de champs de maïs transgénique, destruction de panneaux publicitaires, destruction de matériel servant à la surveillance vidéo ou au fichage des individus. Exemples de structures collectives : Front de libération des animaux, Earth Liberation Front, Sea Shepherd Conservation Society.

- Action directe avec usage de la force sur la police : opposition physique à une expulsion, protection ou libération de manifestants arrêtés par la police lors de manifestations (voir Black Bloc).

- Action directe révolutionnaire : sans médiation politique, des structures autonomes organisent une action directe massive et consciente qui se posent en alternative au pouvoir politique en place.

### Quelques exemples d'actions directes

#### Action directe individuelle
- Le 25 juillet 1846, l'Américain Henry David Thoreau refuse de payer ses impôts à un État qui admet l'esclavage et fait la guerre au Mexique. Il est arrêté puis emprisonné durant une nuit, mais relâché le jour suivant, une de ses tantes ayant payé, contre son gré, les arriérés à sa place. En 1849, dans son essai Resistance to Civil Government, il théorise la désobéissance civile.

- À partir de 2015, Cédric Herrou traverse régulièrement la frontière franco-italienne pour offrir soutien et hébergement à des réfugiés souhaitant entrer en France[14]. De 2016 à 2018, il est poursuivi et incarcéré à plusieurs reprises pour « aide à l'entrée et à la circulation d'étrangers en situation irrégulière »[15],[16],[17].

#### Action directe collective
- En 1999, des paysans français (parmi lesquels José Bové) « démontent » un McDonald's en construction, et amènent ainsi un débat public sur l'OMC, les OGM et la nourriture industrielle.

- Des associations de défense de l'environnement, telles Greenpeace, utilisent des formes d'action directe non -violente, mais parfois illégales, pour alerter l'opinion[18].

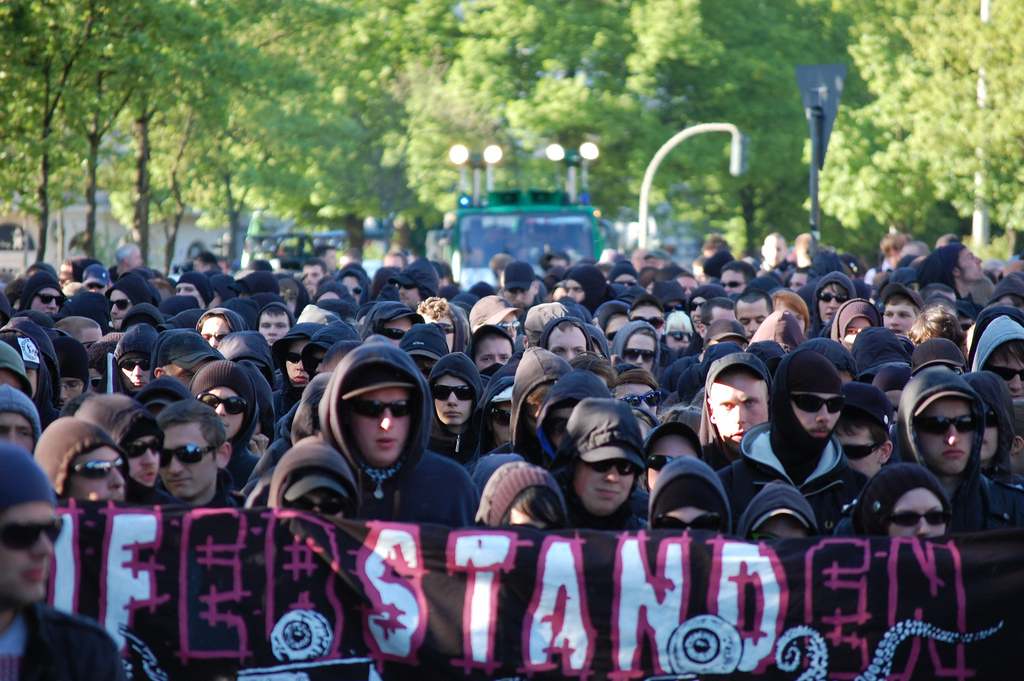
Black Bloc dans une manifestation pour la Rote Flora, à Hambourg en 2011.

- Lors de manifestations, le Black Bloc cible généralement les symboles de l'État (police, tribunaux, bâtiments administratifs) et du capitalisme (banques, agence d'intérim, entreprises multinationales, publicité, restauration rapide). Afin de justifier leurs interventions, parfois violentes, face à la mondialisation libérale, les militants anarchistes affirment que le capitalisme est infiniment plus destructeur qu'aucune de leurs actions directes[19].

- En France, depuis 2009, le réseau international No Border apporte un soutien inconditionnel aux migrants de Calais qui veulent rejoindre la Grande-Bretagne. Il les aide à entreprendre des démarches administratives et ouvre parfois des squats pour les accueillir[20]. En 2013, les No Border sont les premiers à prendre l’initiative de la mise à l'abri des femmes migrantes à Calais[21].

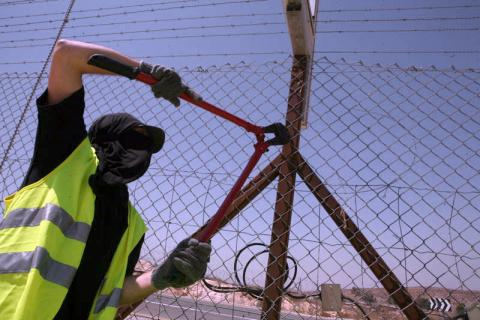
Activiste des Anarchistes contre le Mur lors d'une opération contre la barrière de sécurité à Beit Mirsim

- Depuis 2003, le collectif Anarchists Against the Wall (en français, « Anarchistes contre le Mur ») mène des actions directes non violentes contre la construction du mur séparant les territoires palestiniens de l'État d'Israël dans toute la Cisjordanie.
- L'association 269 Libération animale a employé l'action directe via de nombreux blocages d'abattoirs qu'elle a organisés dans plusieurs pays d'Europe[23],[24].